# TED Ankara Kolejliler Spor Kulübü (pallavolo femminile)
Il TED Ankara Kolejliler Spor Kulübü, comunemente noto anche come TED Ankara Kolejliler o TED Ankara, è una squadra di pallavolo femminile con sede ad Ankara, appartenente alla polisportiva omonima, militante nella serie cadetta del campionato turco, la Voleybol 2. Ligi.

## Storia
Il TED Ankara Kolejliler Spor Kulübü nasce nel 1954 all'interno della polisportiva TED Ankara Kolejliler Spor Kulübü. Dopo aver trascorso gran parte della propria storia nelle categorie minori del campionato turco, il club arriva nella massima serie al termine degli anni duemila.

## Rosa 2012-2013
| N° | Nome                   | Ruolo | Data di nascita  | Nazionalità sportiva |
| -- | ---------------------- | ----- | ---------------- | -------------------- |
| -  | Mehmet Çavuşoğlu       | All   | -                | Turchia              |
| 1  | Miniriye Vatansever    | S     | 3 novembre 1985  | Turchia              |
| 2  | Merve Çarkçı           | P     | 23 giugno 1986   | Turchia              |
| 4  | Songül Gürsoytrak      | L     | 8 maggio 1981    | Turchia              |
| 6  | Duygu Sipahioğlu       | C     | 31 ottobre 1979  | Turchia              |
| 7  | Ceyda Aktaş            | S     | 18 agosto 1994   | Turchia              |
| 8  | Ezgi Yeşiloğlu         | S     | 28 febbraio 1996 | Turchia              |
| 9  | Tuğba Toprak           | C     | 20 giugno 1985   | Turchia              |
| 9  | Meagan Ganzer          | S     | 12 maggio 1990   | Stati Uniti          |
| 10 | Oleksandra Peretjat'ko | P     | 11 aprile 1984   | Ucraina              |
| 11 | Olena Syč              | S/O   | 20 febbraio 1988 | Ucraina              |
| 12 | Merve Tanıl            | P     | 22 febbraio 1990 | Turchia              |
| 13 | Ece Gören              | L     | 17 luglio 1991   | Turchia              |
| 14 | Damla Çakıroğlu        | S     | 22 giugno 1994   | Turchia              |
| 17 | Merve Gülaç            | C     | 29 agosto 1987   | Turchia              |